# Schloss-Marienburg-Tattoo
Das Schloss-Marienburg-Tattoo (engl.: Tattoo = ‚Zapfenstreich‘) ist eine Musikveranstaltung, die seit 2009 jedes Jahr an einem Sommerwochenende im Innenhof des Schlosses Marienburg bei Pattensen in der Region Hannover durchgeführt wird. Als Vorbild dienen die beiden größten Musik-Tattoos der Welt, das Royal Edinburgh Tattoo (Schottland) und das Basel Tattoo (Schweiz). Beim Schloss-Marienburg-Tattoo handelt es sich allerdings nicht um ein Military Tattoo, an dem vor allem militärische Orchester beteiligt sind, sondern mehr um ein Marching Tattoo, bei dem unterschiedlichste Marschformationen im Vordergrund stehen. In seinem Ausmaß ist das Schloss-Marienburg-Tattoo einzigartig in Niedersachsen.

## Programm
Das Programm bietet einen Querschnitt durch verschiedene Musikgenres, von traditioneller Blasmusik über Pop-, Rock- und Jazzstücke bis hin zu Klassischer Musik. Hauptbestandteil und Mittelpunkt sind jedoch Marschaufstellungen und -formationen, welche von unterschiedlichen Musikgruppen (Blasorchester, Spielmannszüge, Pipebands, Showbands, Drumcorps etc.) vorgeführt werden.

## Geschichte
Das Schloss-Marienburg-Tattoo wurde im Jahr 2009 ins Leben gerufen. Seitdem findet es jedes Jahr unter Führung des Blasorchesters Nordstemmen an einem Wochenende im Juni, Juli oder August im Innenhof des Schlosses Marienburg statt, das sich nordwestlich der Ortschaft Nordstemmen befindet. Beteiligt waren zu Beginn lediglich zwei Musikgruppen. Ab 2012 kamen weitere Gruppen hinzu. Seit 2016 sind es insgesamt sechs Gruppen. Die Teilnehmer wechseln von Jahr zu Jahr.

## Besonderheiten
Da die Nachfrage bereits im Jahr 2011, als das Tattoo erst zum dritten Mal stattfand, sehr groß war, wurde die traditionelle Nachmittagsvorstellung am Sonntag um eine stimmungsvolle Abendvorstellung am Sonnabend erweitert. Besonderheit hierbei waren die beeindruckenden Lichteffekte, welche Formationen und Musik unterstrichen.
Seit 2016 finden immer zwei Abendveranstaltungen statt, Nachmittagsveranstaltungen gibt es nicht mehr.